# San Miguel Corporation
San Miguel Corporation (SMC) är ett filippinskt multinationellt konglomerat med huvudkontor i Mandaluyong. Det grundades 1890 som San Miguel Brewery och döpte om företaget 1963.

## Varumärken
- Ginebra San Miguel
- Magnolia
- Monterey
- Petron
- Purefoods
- Red Horse Beer
- San Miguel Pale Pilsen

## Dotterbolag
- Petron Corporation
- San Miguel Food and Beverage, Inc.
  - The Purefoods-Hormel Company, Inc.
  - Magnolia, Inc.
  - San Miguel Foods, Inc.
  - San Miguel Super Coffeemix Company, Inc.
  - San Miguel Mills, Inc.
  - San Miguel Foods International Ltd.
  - PT San Miguel Foods Indonesia Tbk.
  - San Miguel Brewery, Inc.
  - Ginebra San Miguel, Inc.
- San Miguel Equity Investments, Inc.
- San Miguel Global Power Holdings Corporation
- San Miguel Holdings Corporation
- San Miguel Properties, Inc.
- San Miguel Yamamura Packaging Corporation
- Bank of Commerce